# Нове Устьє
Нове У́стьє (рос. Новое Устье) — селище у складі Охотського району Хабаровського краю, Росія. Адміністративний центр та єдиний населений пункт Новоустьїнського сільського поселення.

## Населення
Населення — 351 особа (2010; 634 у 2002).
Національний склад (станом на 2002 рік):
- росіяни — 90 %